# Calamus tenuis
Calamus tenuis là loài thực vật có hoa thuộc họ Arecaceae. Loài này được Roxb. mô tả khoa học đầu tiên năm 1832. Chúng xuất hiện ở vùng Assam (Ấn Độ), Bangladesh, Bhutan, Campuchia, Lào, Burma, Thái Lan, Việt Nam, Java và Sumatra (Indonesia).
Môi trường sống tự nhiên của loài này là rừng vùng đất thấp ẩm nhiệt đới hoặc cận nhiệt đới và rừng trên núi ẩm nhiệt đới hoặc cận nhiệt đới.
Loài này bị đe dọa do mất môi trường sống.

## Hình ảnh

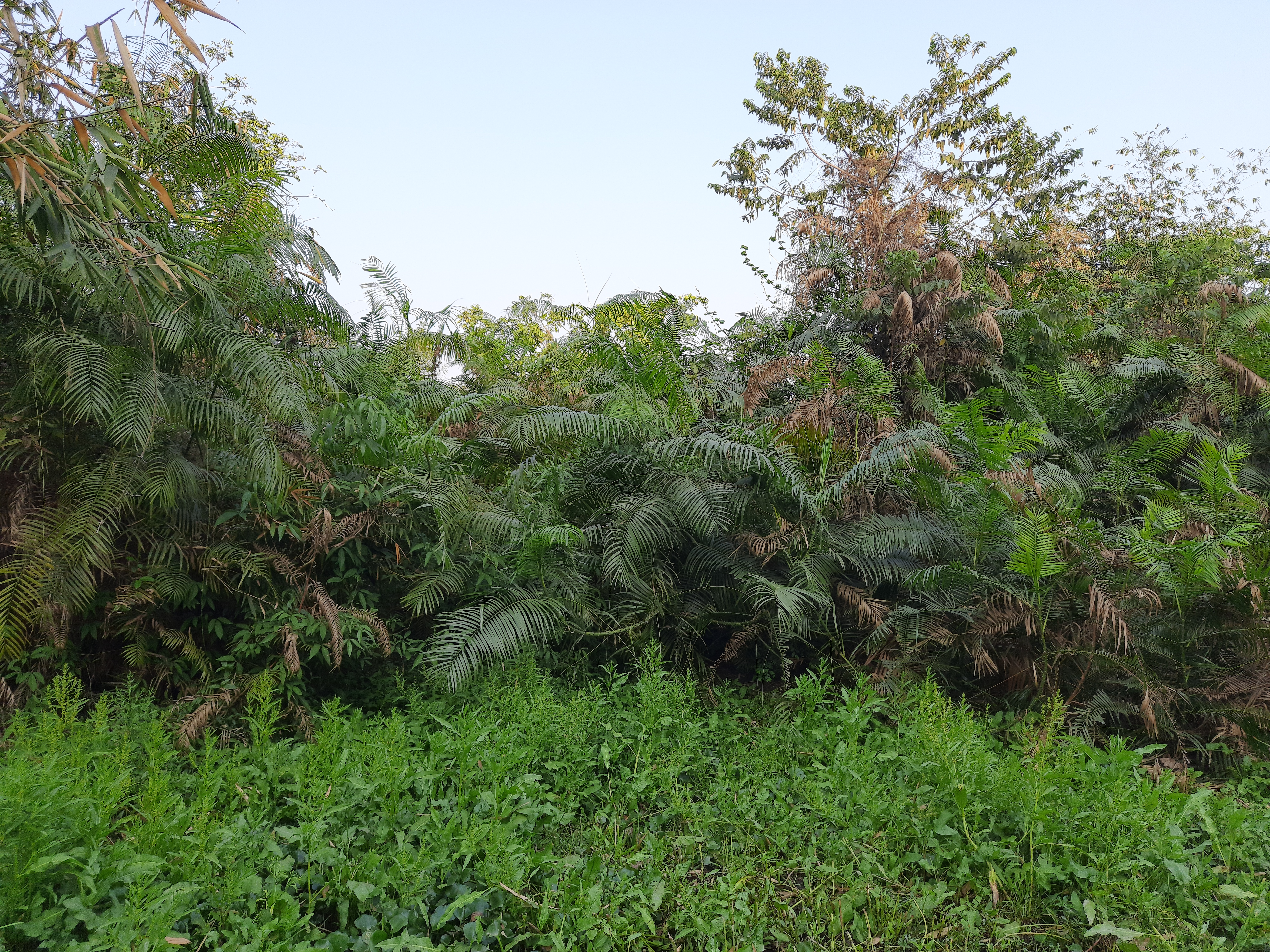
Bush of Calamus tenuis
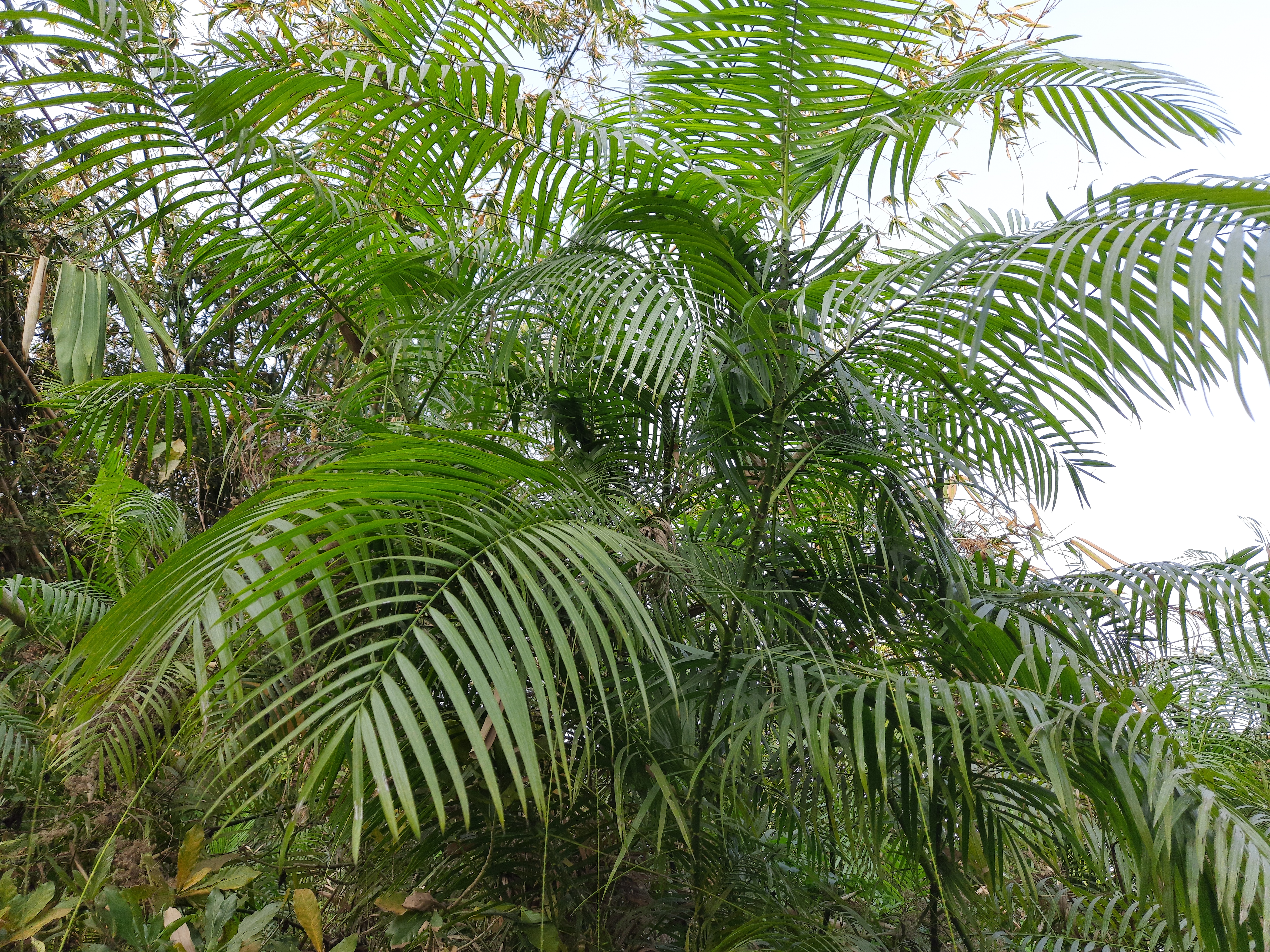
Calamus tenuis in Bangladesh
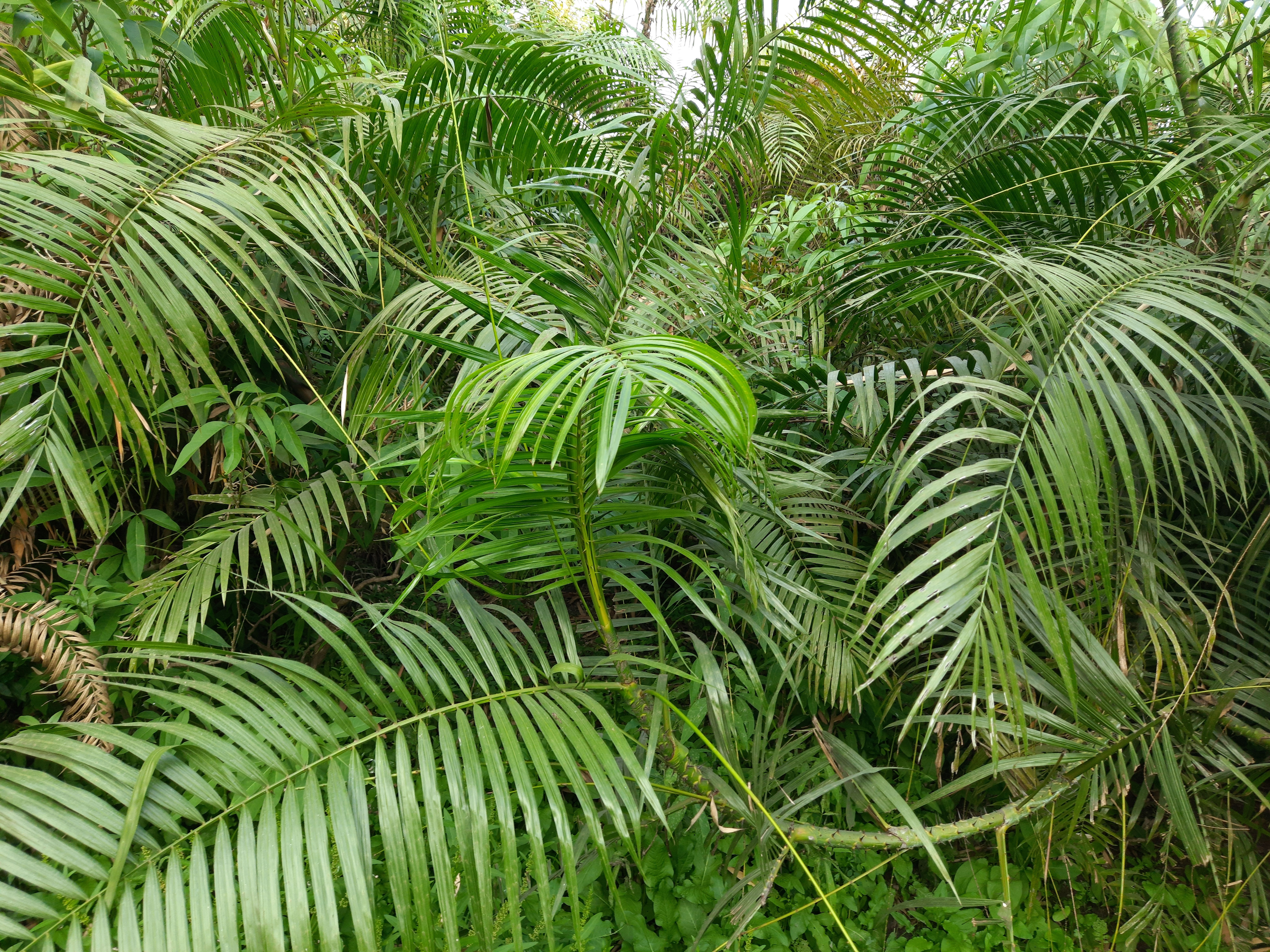
Leaves of Calamus tenuis
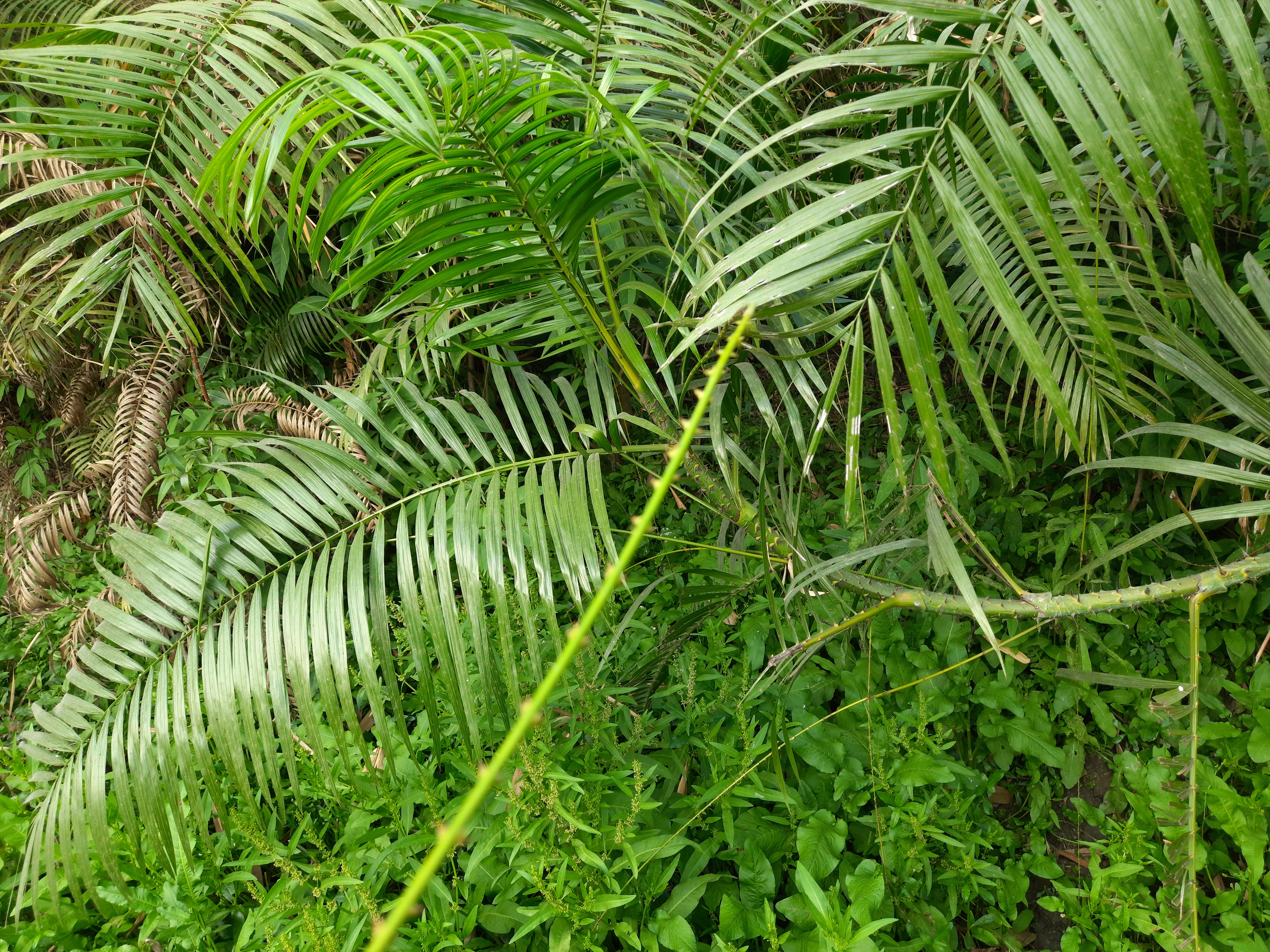
Close view of Calamus tenuis plant
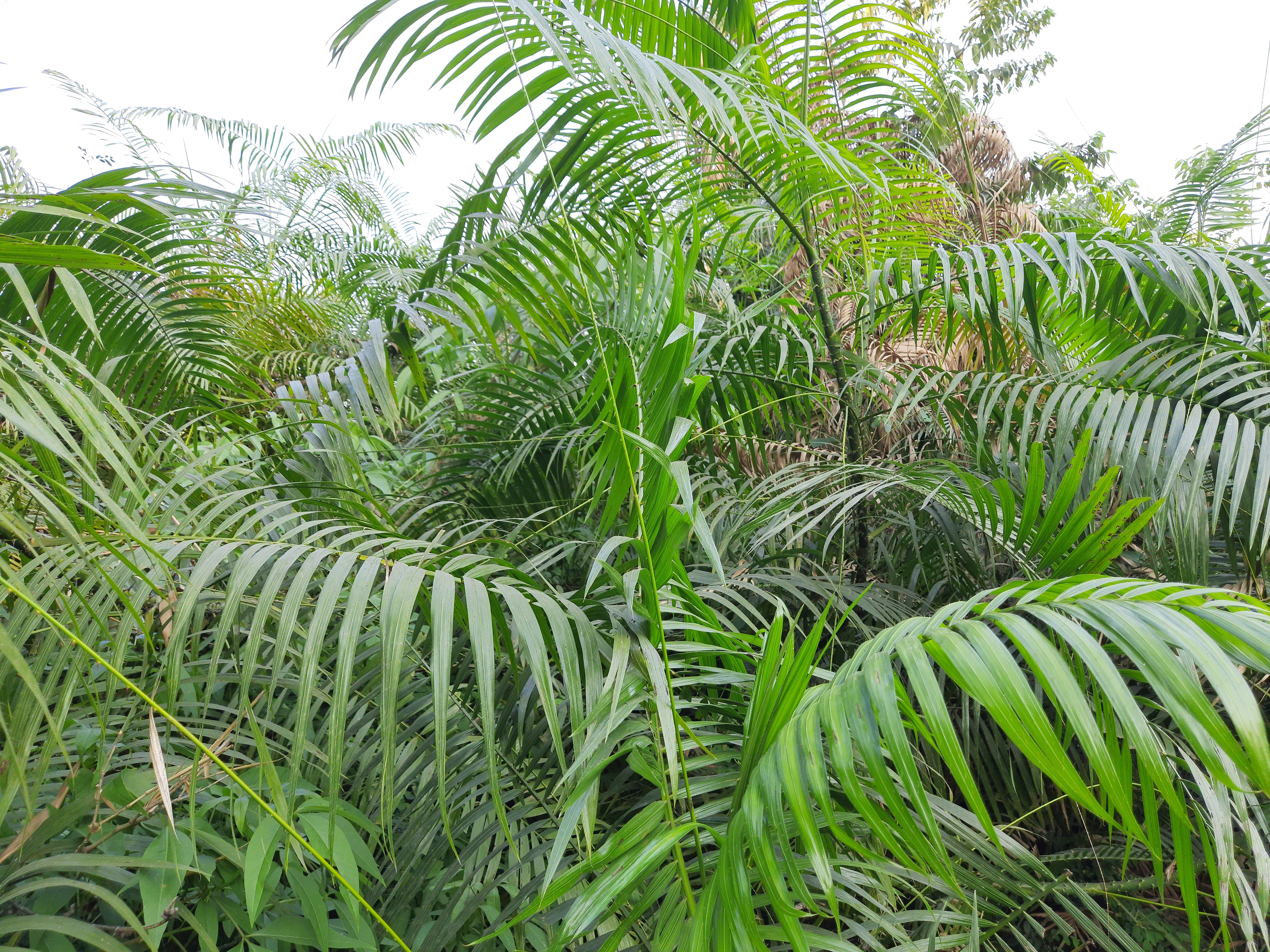
Calamus tenuis plant
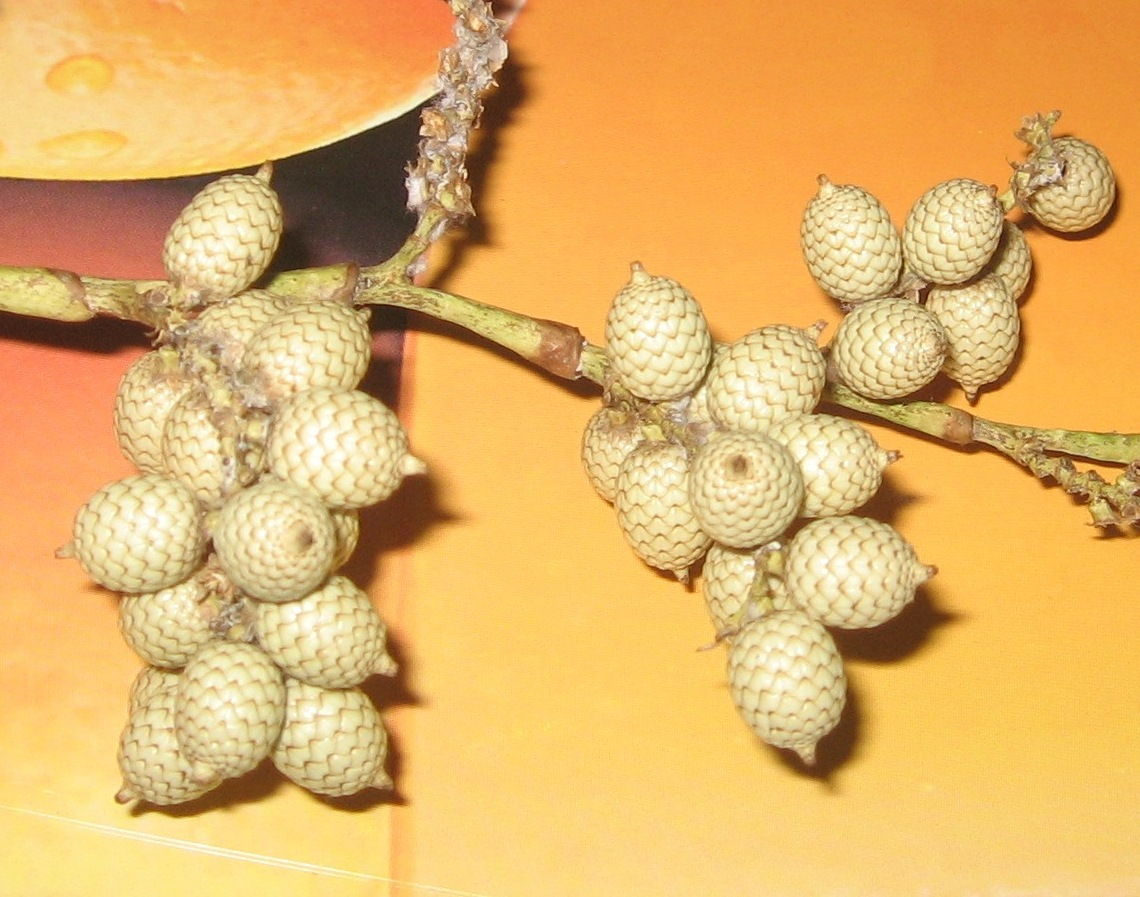
Fruits of Calamus tenuis
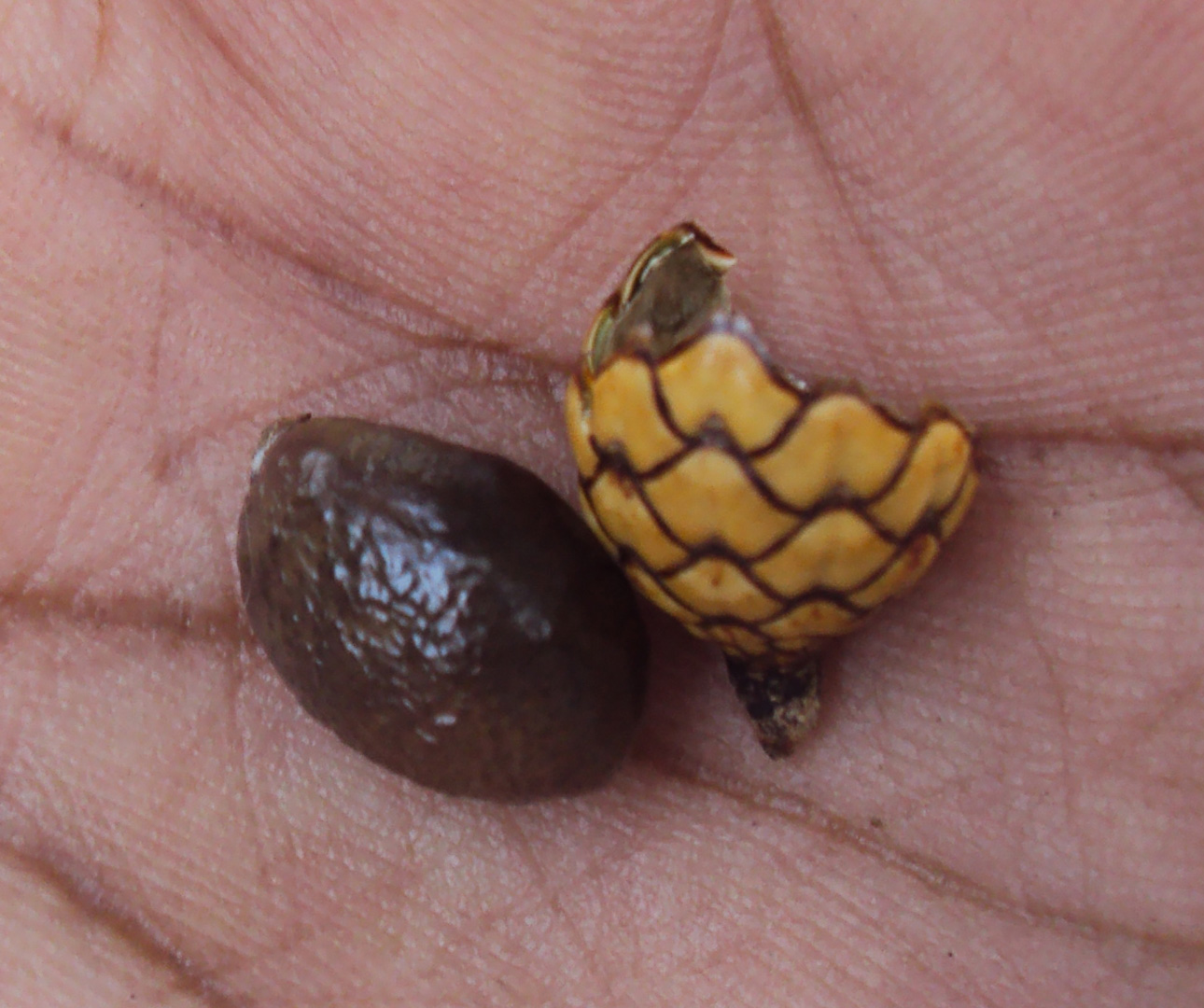
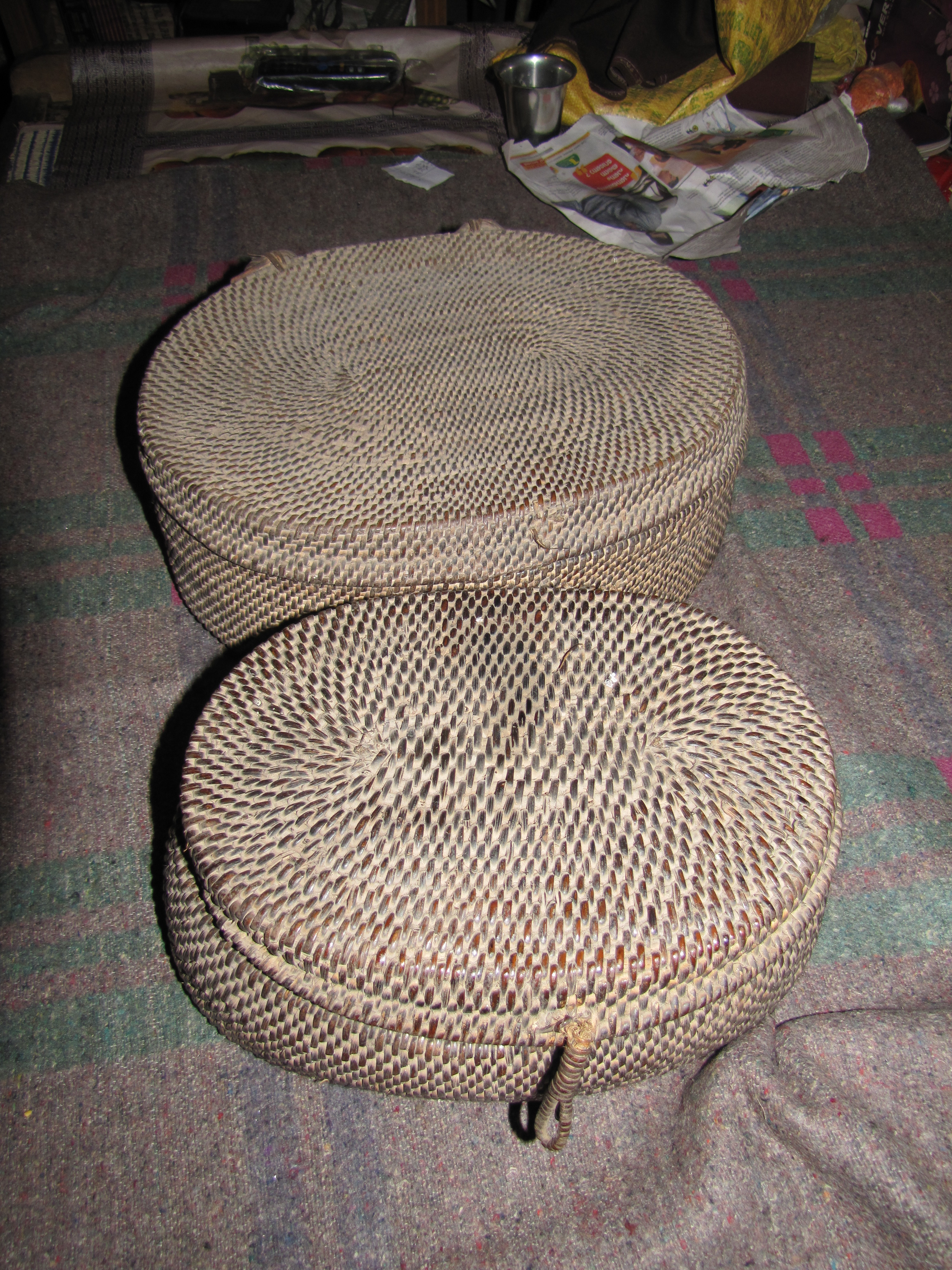
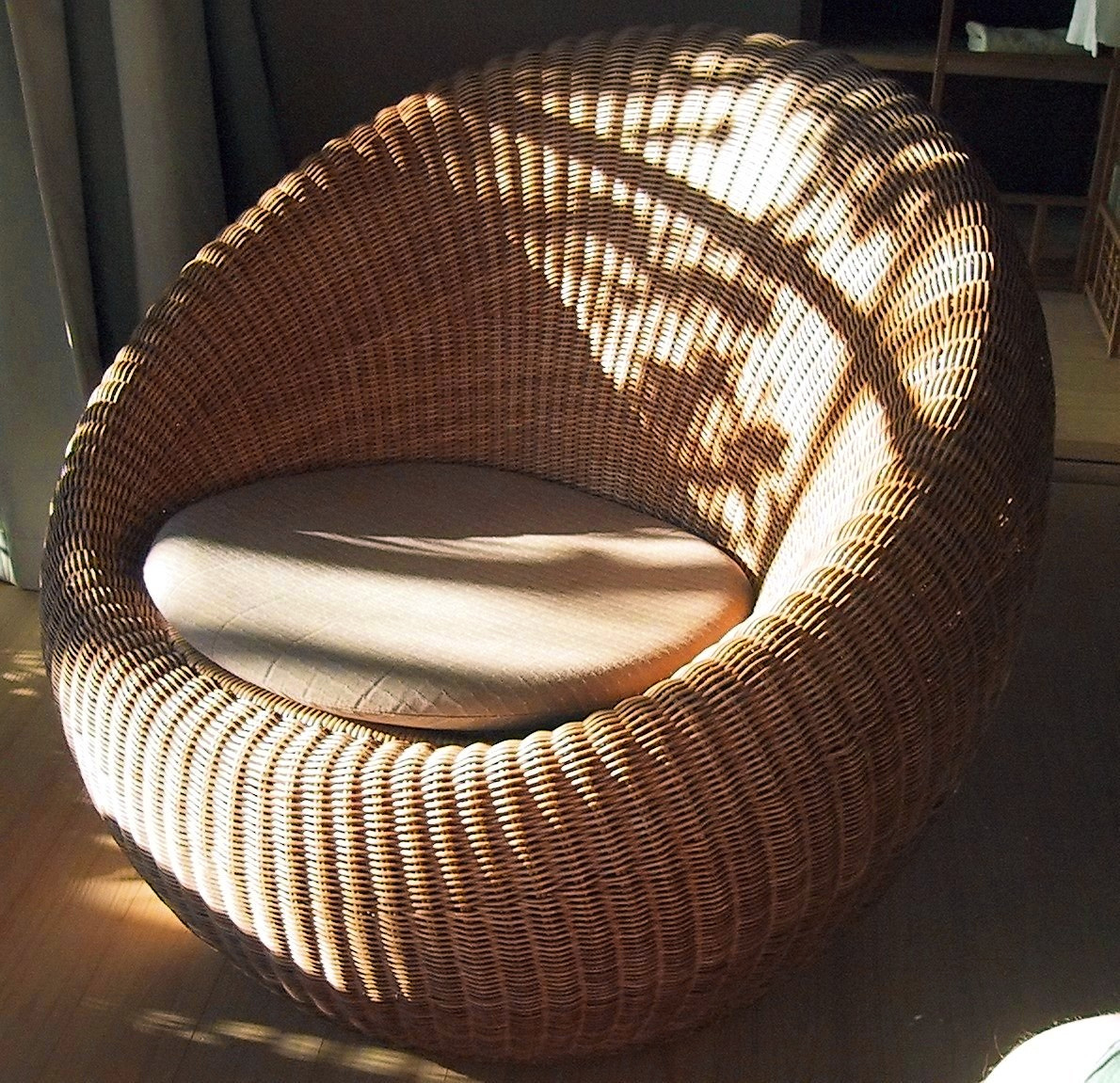
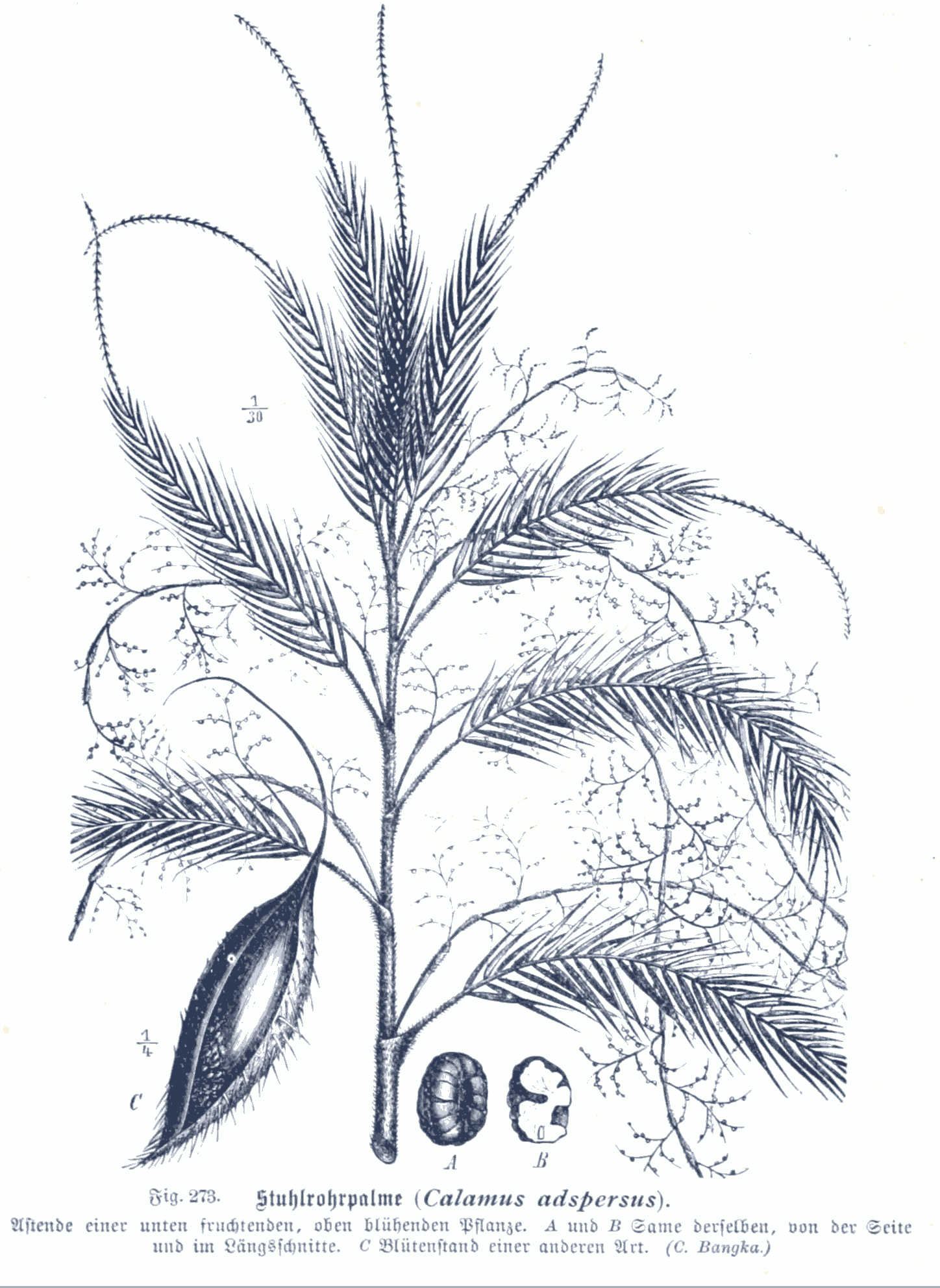